# (23456) 1989 DB
(23456) 1989 DB est un astéroïde de la ceinture principale découvert en 1989.

## Description
(23456) 1989 DB a été découvert le 26 février 1989 à Toyota (Japon) par Kenzo Suzuki et Toshimasa Furuta.

### Caractéristiques orbitales
L'orbite de cet astéroïde est caractérisée par un demi-grand axe de 2,37 UA, un périhélie de 1,96 UA, une excentricité de 0,17 et une inclinaison de 3,33° par rapport à l'écliptique. Du fait de ces caractéristiques, à savoir un demi-grand axe compris entre 2 et 3,2 UA et un périhélie supérieur à 1,666 UA, il est classé, selon la JPL Small-Body Database, comme objet de la ceinture principale.

### Caractéristiques physiques
(23456) 1989 DB a une magnitude absolue (H) de 14,1 et un albédo estimé à 0,224.